# Hans Bendel

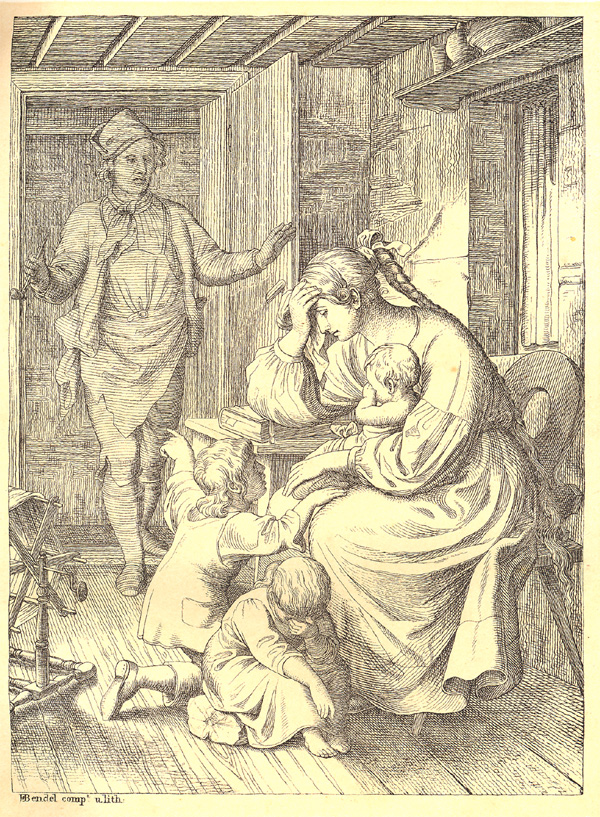
Hans Bendel, Illustration zu Pestalozzis Roman „Lienhard und Gertrud“, erstes Kapitel

Hans Bendel (* 18. Oktober 1814 in Schaffhausen; † 28. November 1853 ebenda) war ein Schweizer Maler und Illustrator.
Hans Bendel, Sohn eines Schneidermeisters, machte eine Lehre als Flachmaler. Seine Wanderjahre nutzte er zum Besuch der Kunstmetropole München, wo er als Handwerker zur Ausschmückung der Residenz angestellt wurde und sich als Maler autodidaktisch weiter zu bilden suchte. Wilhelm von Kaulbach nahm sich seiner an und ermöglichte ihm die Ausbildung an der Münchner Akademie. Mit seinem Lehrer weilte er von Oktober 1838 bis Mai 1839 in Rom, wo er sich in der Malerei übte und die Antiken studierte.
Bendel betätigte sich erfolgreich als Buchillustrator und Historienmaler. Kaulbach machte ihn zum Mitarbeiter bei der Illustration von Werken Goethes und Schillers im Cottaschen Klassikerverlag. 1844 schuf er 13 Federzeichnungen zu Johann Heinrich Pestalozzis Volksroman «Lienhard und Gertrud», 1849 erschienen 10 Federzeichnungen zu Johann Peter Hebels «Alemannischen Gedichten». In den beliebten Illustrationen dominiert eine gemütvolle Genremalerei.
Unter dem Einfluss seines Lehrers Kaulbach widmete sich Bendel der monumentalen Historienmalerei. Zahlreiche Einzelzeichnungen beschäftigen sich mit Szenen aus Geschichte und Sage, vorwiegend seiner Schweizer Heimat, und sind als Kompositionen (Kartons) zu Wandfresken gedacht, für die sich aber kein Auftraggeber finden liess. Sein Hauptwerk bildet ein Zyklus von vier Darstellungen zur Schweizer Geschichte («Schwur auf dem Rütli», «Trauer um Winkelried», «Nikolaus von der Flüe in Stans», «Schultheiss Wengli»), mit denen der Grosskaufmann und Unternehmer Heinrich Moser den Ostpavillon seines Landsitzes Charlottenfels in Schaffhausen al fresco ausmalen liess. Die Kartons waren 1852 im Münchner Kunstverein ausgestellt. Der Zyklus feiert die Bewahrung der Einigkeit der Schweizer, der innere Zerwürfnisse und äussere Gefahren drohen, durch vorbildliche Taten Einzelner.
Bendel bereitete die Rückkehr in die Schweiz vor, als er, überanstrengt und geschwächt, noch nicht 40-jährig einer schweren Krankheit erlag.